# One Museum Park
One Museum Park je mrakodrap v Chicagu. Výstavba probíhala v letech 2005–2009 podle projektu firmy Pappageorge/Haymes Ltd. Má 62 pater a výšku 223,7 metru, je tak nejvyšší obytný mrakodrap ve městě. Budova je nejvyšší z celého komplexu Museum Park, který se skládá z několika obytných budov. Přestože stojí na rohu ulic Columbus Drive a Roosevelt Road je její adresa South Prairie Avenue 1215.